# 卡利切-阿尔科诺维廖
卡利切-阿尔科诺维廖（義大利語：Calice al Cornoviglio），是意大利拉斯佩齐亚省的一个市镇。总面积34平方公里，人口1206人，人口密度35.5人/平方公里（2009年）。ISTAT代码为011008。